# Liste der Kulturdenkmale in Markwerben
Die Liste der Kulturdenkmale in Markwerben enthält die Kulturdenkmale des Landesamtes für Denkmalpflege und Archäologie in Sachsen-Anhalt in der Weißenfelser Ortschaft Markwerben und ist eine Teilliste der Liste der Kulturdenkmale in Weißenfels. Grundlage ist das Denkmalverzeichnis des Landes Sachsen-Anhalt, das auf Basis des Denkmalschutzgesetzes des Landes Sachsen-Anhalt, welches am 21. Oktober 1991 durch das Landesamt erstellt und seither laufend ergänzt wurde (Stand: 31. Dezember 2022).

## Legende
In den Spalten befinden sich folgende Informationen:
- Lage: Nennt den Straßennamen und wenn vorhanden die Hausnummer des Kulturdenkmals. Die Grundsortierung der Liste erfolgt nach dieser Adresse. Der Link „Karte“ führt zu verschiedenen Kartendarstellungen und nennt die geographischen Koordinaten.
Link zu einem Kartenansichtstool, um Koordinaten zu setzen. In der Kartenansicht sind Baudenkmale ohne Koordinaten mit einem roten bzw. orangen Marker dargestellt und können in der Karte gesetzt werden. Baudenkmale ohne Bild sind mit einem blauen bzw. roten Marker gekennzeichnet, Baudenkmale mit Bild mit einem grünen bzw. orangen Marker.
- Offizielle Bezeichnung: Nennt den Namen, die Bezeichnung oder zumindest die Art des Kulturdenkmals und verlinkt, soweit vorhanden, auf den Artikel zum Objekt.
- Beschreibung: Nennt bauliche und geschichtliche Einzelheiten des Kulturdenkmals, vorzugsweise die Denkmaleigenschaften.
- Erfassungsnummer: Für jedes Kulturdenkmal wird in Sachsen-Anhalt eine 20stellige Erfassungsnummer vergeben. Die letzten zwölf Ziffern werden für die Untergliederung nach Teilobjekten genutzt und werden nur angegeben, soweit vergeben. In dieser Spalte kann sich folgendes Icon  befinden, dies führt zu Angaben zu diesem Baudenkmal bei Wikidata.
- Ausweisungsart: Die Einordnung des Denkmales nach § 2 Abs. 2 DenkmSchG LSA
- Bild: Ein Bild des Denkmales, und gegebenenfalls einen Link zu weiteren Fotos des Kulturdenkmals im Medienarchiv Wikimedia Commons. Wenn man auf das Kamerasymbol klickt, können Fotos zu Kulturdenkmalen aus dieser Liste hochgeladen werden:

## Kulturdenkmale
| Lage | Bezeichnung               | Beschreibung                            | Erfassungs- nummer | Ausweisungsart | Bild           |
| --- | ------------------------- | --------------------------------------- | ------------------ | -------------- | -------------- |
| nordwestlich der Ortslage am Saalehochufer (Karte)                                                                             | Bergerturm                | Aussichtsturm                           | 094 12987          | Baudenkmal     | Bergerturm     |
| Flur 1, Flurstück 451/102, nordwestlich der Ortslage am Saalehochufer, am Fuß des sog. Mäuseturms (Karte)                      | Bunker                    | Bunker, 2018 als Baudenkmal ausgewiesen | 094 66231          | Baudenkmal     | BW             |
| Hauptstraße (Karte) | Kriegerdenkmal Markwerben |                                         | 094 13018          | Baudenkmal     | BW             |
| Hauptstraße 1 (Karte) | Keller                    |                                         | 094 86690          | Baudenkmal     | BW             |
| Hauptstraße 2 (Karte) | Grotte                    |                                         | 094 86691          | Baudenkmal     | BW             |
| Hauptstraße 3 (Karte) | Bauernhof                 |                                         | 094 13031          | Baudenkmal     | BW             |
| Hauptstraße 13 (Karte) | Kirche                    |                                         | 094 13023          | Baudenkmal     | Weitere Bilder |
| Hauptstraße 23 (Karte) | Wohnhaus                  |                                         | 094 13001          | Baudenkmal     | BW             |
| Hauptstraße 26 (Karte) | Wohnhaus                  |                                         | 094 13002          | Baudenkmal     | BW             |
| Hauptstraße 36 (Karte) | Bauernhof                 |                                         | 094 13009          | Baudenkmal     | BW             |
| Hauptstraße 40 (Karte) | Bauernhof                 |                                         | 094 86693          | Baudenkmal     | BW             |
| Hauptstraße 9, 11, 13, 15, 17, 19, 20, 21, 22, 23, 24, 25, 26, 27, 28, 28a, 29, 30, 31, 32, 34, 36, 38, 40 Winkel 1, 2 (Karte) | Straßenzug                |                                         | 094 13000          | Denkmalbereich | BW             |
| Markwerbener Schulstraße 13 (Karte)                                                                                            | Pfarrhaus                 |                                         | 094 86692          | Baudenkmal     | BW             |
| Salpeterhütte 9 (Karte) | Bauernhof                 | ehemalige Salpeterhütte                 | 094 11306          | Baudenkmal     | BW             |